# Taison
Taison Barcellos Freda dit Taison JR, né le 13 janvier 1988 à Pelotas, est un footballeur professionnel brésilien évoluant au poste d'ailier gauche (mais aussi de milieu offensif ou d'attaquant de soutien) au PAOK Salonique.

## Parcours

### Révélation au Brésil
Formé au SC Internacional de Porto Alegre, Taison joue son premier match professionnel face à Portuguesa le 8 juin 2008. Il est notamment finaliste de la Coupe du Brésil 2009 où il termine meilleur buteur de la compétition. Mais il y remporte de prestigieux trophées comme la Copa Sudamericana 2008 et la Copa Libertadores 2010.

### Départ en Europe
Après ses nombreux succès, il est recruté en 2010 par les Ukrainiens du Metalist Kharkov pour une durée de cinq ans.

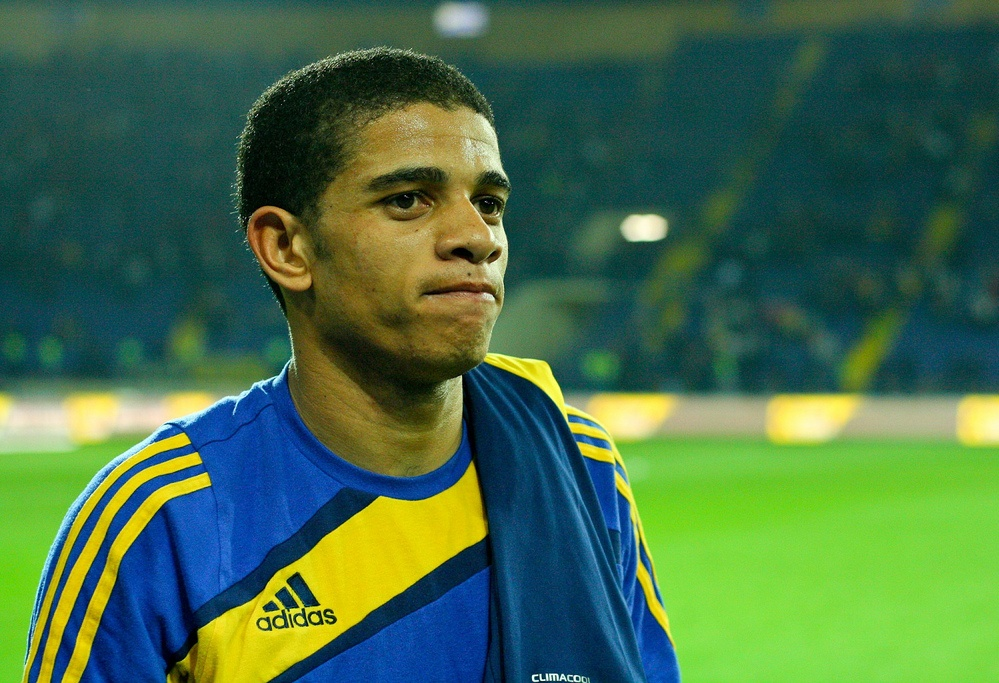
Taison avec le Metalist Kharkiv.

Durant sa première saison, il montre l'étendue de son talent en marquant, entre autres, huit buts en championnat.
Il se fait connaître sur la scène européenne à l'occasion de la Ligue Europa 2011-2012, d'abord durant la phase de barrages en marquant sur la pelouse du FC Sochaux-Montbéliard. Puis lors des rencontres de poule notamment lors du match contre les Suédois du Malmö FF le 3 novembre 2011.
Le 11 janvier 2013, Taison signe en faveur du Chakhtar Donetsk un contrat de cinq saisons. Le transfert est évalué à 15 millions d'euros.
Taison joue son premier match avec le Chakhtar le 13 février 2013 lors d'un huitième de finale de Ligue des champions, titulaire 62 minutes face au Borussia Dortmund. Il marque son premier but avec le Chakhtar lors d'un match nul 3-3 contre Metalurh Zaporizhya. Lors de ce match, il marque un but et délivre une passe décisive.    
Le 10 novembre 2019 il est victime de cris racistes lors d'un match de championnat face au Dynamo Kiev. Lors de ce match, les supporters du Dynamo Kiev lui ont adressé de cris racistes à la 74e minute. Taison a alors envoyé le ballon sur le kop des supporters du Dynamo avant de leur adresser un doigt d'honneur. L'arbitre décide ensuite d'expulser Taison à cause de cette réaction.

## En sélection
Taison est convoqué en équipe du Brésil pour la première fois lors de la trêve internationale de septembre 2016. Il connait sa première sélection avec le Brésil le 7 septembre 2016 en entrant en jeu à cinq minutes de la fin du match à la place de Gabriel Jesus, lors d'une victoire 2-1 contre la Colombie, match comptant pour les éliminatoires de la Copa America. Taison marque son premier but en sélection à la 75e minute de jeu le 13 juin 2017 lors d'une victoire 4-0 face à l'Australie en match amical. Tite le convoque pour la Coupe du monde 2018 cependant il reste sur le banc durant l'intégralité de la compétition qui voit le Brésil s'incliner en quart de finale.

## Statistiques
| Saison                | Club                  | Championnat           | Championnat | Championnat | Coupe(s) nationale(s) | Coupe(s) nationale(s) | Supercoupe | Supercoupe | Compétition(s) continentale(s) | Compétition(s) continentale(s) | Compétition(s) continentale(s) | Ligue régionale | Ligue régionale | Total | Total |
| Saison                | Club                  | Division              | M.          | B.          | M.                    | B.                    | M.         | B.         | Comp.                          | M.                             | B.                             | M.              | B.              | M.    | B.    |
| 2008                  | SC Internacional      | D1                    | 30          | 2           | -                     | -                     | -          | -          | CS                             | 6                              | 0                              | -               | -               | 36    | 2     |
| 2009                  | SC Internacional      | D1                    | 28          | 4           | 8                     | 4                     | -          | -          | RS+CS                          | 2+2                            | 0                              | 18              | 15              | 58    | 23    |
| 2010                  | SC Internacional      | D1                    | 11          | 3           | -                     | -                     | -          | -          | CL                             | 11                             | 0                              | 14              | 4               | 36    | 7     |
| Sous-total            | Sous-total            | Sous-total            | 69          | 9           | 8                     | 4                     | -          | -          | -                              | 21                             | 0                              | 32              | 19              | 130   | 32    |
| 2010-2011             | Metalist Kharkiv      | D1                    | 21          | 8           | 0                     | 0                     | -          | -          | C3                             | 6                              | 1                              | -               | -               | 27    | 9     |
| 2011-2012             | Metalist Kharkiv      | D1                    | 23          | 2           | 0                     | 0                     | -          | -          | C3                             | 13                             | 5                              | -               | -               | 36    | 7     |
| 2012-2013             | Metalist Kharkiv      | D1                    | 13          | 3           | 1                     | 0                     | -          | -          | C3                             | 6                              | 1                              | -               | -               | 20    | 4     |
| Sous-total            | Sous-total            | Sous-total            | 57          | 13          | 1                     | 0                     | -          | -          | -                              | 25                             | 7                              | -               | -               | 83    | 20    |
| 2012-2013             | Chakhtar Donetsk      | D1                    | 11          | 2           | 3                     | 1                     | -          | -          | C1                             | 2                              | 0                              | -               | -               | 16    | 3     |
| 2013-2014             | Chakhtar Donetsk      | D1                    | 19          | 1           | 4                     | 1                     | 1          | 1          | C1+C3                          | 6+2                            | 1+0                            | -               | -               | 32    | 4     |
| 2014-2015             | Chakhtar Donetsk      | D1                    | 21          | 4           | 6                     | 0                     | 1          | 0          | C1                             | 8                              | 0                              | -               | -               | 36    | 4     |
| 2015-2016             | Chakhtar Donetsk      | D1                    | 18          | 6           | 6                     | 1                     | 1          | 0          | C1+C3                          | 9+8                            | 0+1                            | -               | -               | 42    | 8     |
| 2016-2017             | Chakhtar Donetsk      | D1                    | 24          | 5           | 3                     | 1                     | 1          | 0          | C1+C3                          | 2+10                           | 0+4                            | -               | -               | 40    | 10    |
| 2017-2018             | Chakhtar Donetsk      | D1                    | 24          | 4           | 3                     | 2                     | 1          | 0          | C1                             | 8                              | 1                              | -               | -               | 36    | 7     |
| 2018-2019             | Chakhtar Donetsk      | D1                    | 25          | 3           | 3                     | 0                     | -          | -          | C1+C3                          | 5+2                            | 2+1                            | -               | -               | 35    | 6     |
| 2019-2020             | Chakhtar Donetsk      | D1                    | 25          | 10          | 1                     | 0                     | 1          | 0          | C1+C3                          | 5+6                            | 0+1                            | -               | -               | 38    | 11    |
| 2020-2021             | Chakhtar Donetsk      | D1                    | 15          | 2           | 1                     | 0                     | 1          | 0          | C1+C3                          | 4+3                            | 0                              | -               | -               | 24    | 2     |
| Sous-total            | Sous-total            | Sous-total            | 182         | 37          | 30                    | 6                     | 7          | 1          | -                              | 80                             | 11                             | -               | -               | 299   | 55    |
| 2021                  | SC Internacional      | D1                    | -           | -           | -                     | -                     | -          | -          | CL                             | 2                              | 0                              | -               | -               | 2     | 0     |
| Total sur la carrière | Total sur la carrière | Total sur la carrière | 308         | 59          | 39                    | 10                    | 7          | 1          | -                              | 128                            | 18                             | 32              | 19              | 514   | 107   |

## Palmarès
- Sport Club Internacional
  - Vainqueur de la Copa Libertadores 2010
  - Vainqueur de la Copa Sudamericana 2008
  - Vainqueur du Championnat de l'État du Rio Grande do Sul 2009
  - Meilleur buteur de la Coupe du Brésil 2009
  - Meilleur buteur du Championnat de l'État du Rio Grande do Sul 2009
- Chakhtar Donetsk
  - Vainqueur du Championnat d'Ukraine en 2013, 2014, 2017, 2018, 2019 et 2020
  - Vainqueur de la Coupe d'Ukraine en 2013, 2016, 2017, 2018 et 2019
  - Vainqueur de la Supercoupe d'Ukraine en 2013, 2014, 2015 et 2017